# Garlands
Garlands (англ. Гирлянды) — дебютный студийный альбом шотландской этериал-вейв-группы Cocteau Twins, выпущенный 10 июля 1982 года лейблом 4AD Records. Это единственный студийный альбом, в записи которого принял участие басист группы Уилл Хегги: Хегги покинет группу незадолго до записи Head over Heels.
Garlands имел мгновенный успех, достигнув пика в топ-5 UK Indie Chart и получив поддержку радиоведущего BBC Radio 1 Джона Пила. Дон Уотсон из NME сравнил стиль группы с готик-рок-группами, такими как Gene Loves Jezebel и Xmal Deutschland, в то время как Сью Каммингс из журнала Spin ретроспективно сравнила её с Siouxsie and the Banshees и Bauhaus.

## Предыстория

Состав группы 1982 года: Уилл Хегги, Элизабет Фрайзер и Робин Гатри

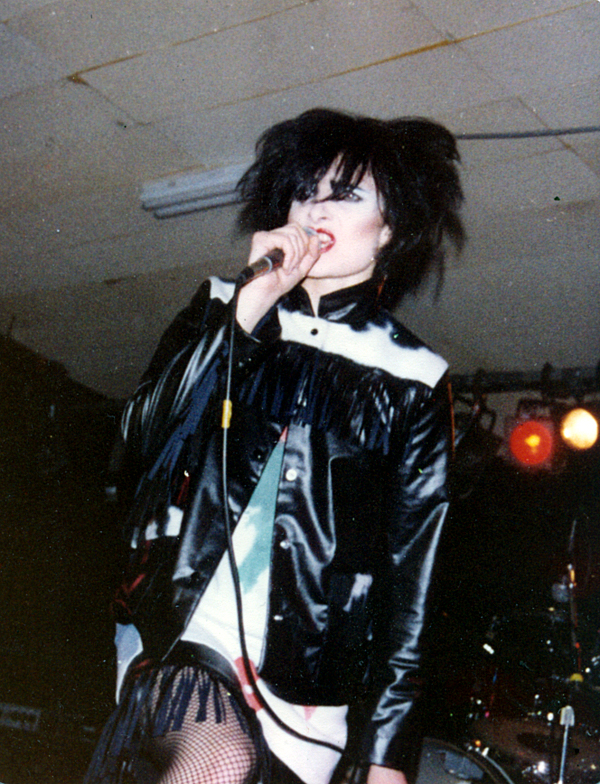
Помимо влияния Siouxsie and the Banshees на звучание пластинки, сама Элизабет признавалась, что у неё на руке была татуировка Сьюзи Сью

На раннее творчество группы оказали влияние такие исполнители, как Siouxsie and the Banshees и Joy Division; в частности, на этой записи бас-гитара Уилла Хегги явно выделяется на общем фоне, заставляя вспомнить басовые партии Питера Хука на пластинках Joy Division. Вместо живых ударных в записи использовалась драм-машина. Также звучание альбома основывалось на сочетании минималистичных гитарных мелодий Робина Гатри и голоса Элизабет Фрайзер.
Garlands — единственный альбом группы, записанный с оригинальным басистом Уиллом Хегги. Перед альбомом группа записала сессию из четырёх композиций для Джона Пила в июне 1982 года, включая «Wax and Wane» и «Garlands». Вторая сессия Джона Пила в январе 1983 года была включена в качестве бонус-треков в кассетный и CD-релиз Garlands. Гордон Шарп из Cindytalk исполнила бэк-вокал в песнях «Dear Heart», «Hearsay Please» и «Hazel».
Мартин Ч. Стронг отметил, что альбом был «записан наспех», но он также отличался «интересным сочетанием монохроматических ритмов, текстурированных гитарных искажений и технологии раннего семплирования». Звучание альбома было описано в книге «The Rough Guide to Rock» как «смесь зловещего пульсирующего баса, резких барабанов TR808, циклической гитары и великолепных визгливых дуг отражающегося фидбэка, в которой Лиз чередовала сухие, ломкие высказывания с мощной вокальной гимнастикой». Billboard описал альбом как «мрачный пост-панк». В The Arts Desk отметили, что «хотя у них был свой собственный голос, долг дебюта перед Siouxsie and the Banshees был очевиден».
Фотография на обложке была задумана Найджелом Грирсоном, когда он учился в колледже. Это было частью проекта на его курсе графического дизайна для альтернативных обложек для дебютного альбома Siouxsie and the Banshees The Scream. Позже обложку выбрали Cocteau Twins и Иво Уоттс-Расселл.

## Выпуск
Garlands был выпущен в виде виниловой пластинки 4AD Records 10 июля 1982 года с иллюстрациями от графической студии 23 Envelope. Тексты песен из «But I’m Not», «Shallow then Halo», «Garlands» и «Grail Overfloweth» были напечатаны на внутренней стороне слива.
Оригинальный британский кассетный релиз включал четыре дополнительных трека с радиосеанса Джона Пила. Оригинальные британские, бразильские и канадские кассетные и CD-релизы включали альбом, сессий у Пила и две других композиций, которые были записаны для неизданного сингла, который должен был стать первым релизом группы. Четыре записи сессий у Пила были позже выпущены как BBC Sessions в 1999 году.
Ремастированная версия «Blind Dumb Deaf» была включена в сборник 2000 года Stars and Topsoil, версия «Hazel» появилась на миньоне группы Peppermint Pig, выпущенном в 1983 году, а ремикшированная версия «Wax and Wane» была включена в сборник 1985 года The Pink Opaque.
Garlands был ремастирован и выпущен 4AD Records в 2003 году. В первых изданиях неправильно обозначили песню «Blood Bitch» как «Blood Bath», но впоследствии это было исправлено.
Garlands был переиздан на виниле как часть бокс-сета в 2010 году и как долгоиграющая пластинка с оригинальным оформлением обложки в 2020 году.

## Отзывы критиков
| Оценки критиков  | Оценки критиков |
| Источник         | Оценка          |
| ---------------- | --------------- |
| AllMusic         | [ 16 ]          |
| Rolling Stone    | [ 17 ]          |
| Мартин Ч. Стронг | 7/10            |
| Under the Radar  | 9/10            |

Хотя это была дебютная пластинка группы, ко 2 августа 1982 года альбом занял 14-е место в чарте UK Indie Albums. Музыкальный критик из Sounds Хелен Фитцджеральд назвала альбом «чертовски хорошим. Плавный фриз из тонких образов, ставший ещё более навязчивым благодаря дистиллированной вокальной зрелости Элизабет, колеблющейся от хрупкой слабости до многословной ловкости с полным диапазоном и мощью».
Однако роуди Cocteau Twins Коллин Уоллес вспоминал следующее: «Garlands были списаны в Великобритании как ещё одна группа, копирующая Сьюзи, а Элизабет Фрайзер была большой поклонницей Сьюзи Сью». В журнале Spin писали, что альбом «звучит как Siouxsie and the Banshees с эхом и размазанной тушью». В своём обзоре альбома для AllMusic Нед Раггетт был в целом критичен, написав, что «Garlands колеблются из-за того, чего группа обычно избегала в будущем — откровенного повторения. […] Однако, как дебютная работа, Garlands оставляет свой собственный любопытный след, подготавливая группу к большим высотам».

### Влияние
В положительном обзоре 2020 года Дом Гурли из Under the Radar заявил, что альбом «представляет собой нулевой год для альтернативной гитарной музыки», добавив, что «такие песни, как „Wax and Wane“ и „But I’m Not“, несомненно, повлияли на поколение гитаристов с педалями эффектов десятилетиями». В 2021 году Марк Клиффорд из Seefeel похвалил производственную часть альбома и использование поддержки драм-машины: «я не думаю, что им за это достаточно отплатили. Garlands, это в основном электронные ритмы с шумом сверху».
Фрэнк Десерто на сайте Post-Punk.com писал об альбоме следующее: «дебютная пластинка Cocteau Twins Garlands хоть и раскритиковали и высмеяли (при чём не справедливо) за свою вторичность и не примечательность, но послужила невероятным заявлением о своих намерениях с размытыми гитарами, гипнотическим басом и фирменным голосом Лиз Фрайзер повторяющимся фидбэком из андерграунда». По его словам Cocteau Twins записали «свой первый настоящий шедевр».

## Список композиций
Все тексты написаны Элизабет Фрайзер, вся музыка написана группой Cocteau Twins (Элизабет Фрайзер, Робин Гатри, Уилл Хегги).
| №                   | Название            | Длительность |
| ------------------- | ------------------- | ------------ |
| 1.                  | «Blood Bitch»       | 4:34         |
| 2.                  | «Wax and Wane»      | 4:02         |
| 3.                  | «But I'm Not»       | 2:42         |
| 4.                  | «Blind Dumb Deaf»   | 3:45         |
| 5.                  | «Shallow Then Halo» | 5:14         |
| 6.                  | «The Hollow Men»    | 5:00         |
| 7.                  | «Garlands»          | 4:30         |
| 8.                  | «Grail Overfloweth» | 5:22         |
| Общая длительность: | Общая длительность: | 35:27        |

| №   | Название                                           | Длительность |
| --- | -------------------------------------------------- | ------------ |
| 9.  | «Dear Heart» (John Peel Session January 1983)      | 3:38         |
| 10. | «Hearsay Please» (John Peel Session January 1983)  | 4:23         |
| 11. | «Hazel» (John Peel Session January 1983)           | 3:23         |
| 12. | «Blind Dumb Deaf» (John Peel Session January 1983) | 3:42         |
| 13. | «Speak No Evil»                                    | 3:53         |
| 14. | «Perhaps Some Other Aeon»                          | 2:57         |

## Участники записи
| Cocteau Twins - Элизабет Фрайзер — вокал, производство - Робин Гатри — гитара, драм-машина, производство - Уилл Хегги — бас-гитара, производство | Производственный персонал - Иво Уоттс-Расселл — производство - Эрик Рэдклифф — инженер - Джон Фрайер — инженер - 23 Envelope — художественное оформление (арт-дизайн, фотограф) |

## Позиции в чартах
| Чарт (1983 г.)                  | Высшая позиция |
| ------------------------------- | -------------- |
| Великобритания (UK Indie Chart) | 4              |

## Сертификации
| Страна               | Сертификат     |
| -------------------- | -------------- |
| Великобритания (BPI) | 1 × серебряный |